# Okupacja sowiecka ziem polskich (1939–1941)

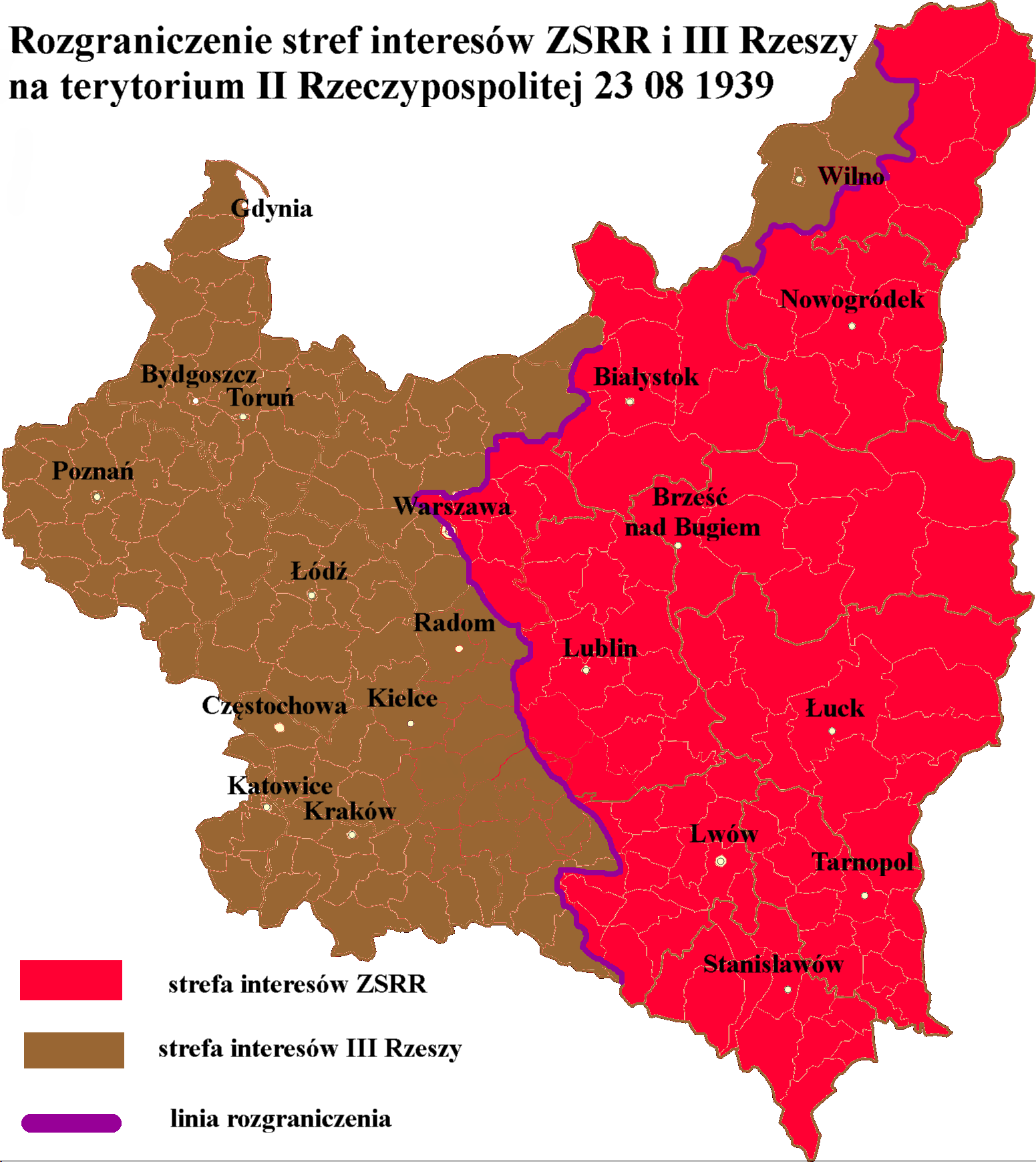
Strefy interesów Związku Socjalistycznych Republik Radzieckich i III Rzeszy na terytorium II Rzeczypospolitej zgodnie z ustaleniami tajnego protokołu dodatkowego do paktu Ribbentrop-Mołotow z 23 sierpnia 1939 (pkt 2. protokołu)

Okupacja sowiecka ziem polskich 1939–1941 – okupacja przez Armię Czerwoną po agresji ZSRR na Polskę 17 września 1939, a następnie aneksja okupowanego terytorium II Rzeczypospolitej przez ZSRR w formie włączenia do sowieckich republik związkowych, zgodnie z ustaleniami traktatu o granicach i przyjaźni pomiędzy III Rzeszą a ZSRR z dnia 28 września 1939, będącego modyfikacją paktu Ribbentrop-Mołotow z 23 sierpnia 1939.
W świetle prawa międzynarodowego terytorium Rzeczypospolitej Polskiej okupowane i anektowane przez ZSRR, podobnie jak terytorium Rzeczypospolitej Polskiej anektowane przez III Rzeszę, stanowiły nadal integralną część Rzeczypospolitej Polskiej.

## Tymczasowa administracja
W następstwie niemieckiej i sowieckiej inwazji na Polskę we wrześniu 1939 terytorium Polski zostało podzielone między Niemcy i ZSRR. Oba reżimy były wrogo nastawione do polskiej kultury oraz polskiego społeczeństwa i miały na celu ich zniszczenie. Przed Operacją Barbarossa Niemcy i ZSRR prowadziły skoordynowane działania związane z ich polityką na obszarze Polski, najbardziej widoczne w czterech konferencjach Gestapo-NKWD, gdzie omówione zostały plany walki z polskim ruchem oporu i zniszczenia Polski.
W dniu 28 września 1939 roku ZSRR i Niemcy zmieniły tajne ustalenia z paktu Ribbentrop-Mołotow. Według tych ustaleń, często nazywanych IV rozbiorem Polski, granice zostały ustalone wzdłuż linii Pisa, Narwi, Bugu i Sanu, a tereny na zachód od tej linii zostały przeniesione do niemieckiej strefy wpływów, dając więcej terytorium Niemcom. ZSRR przejął więc 52,1% terytorium Polski (około 200 tys. km²), z ponad 13,7 mln osób. Elżbieta Trela-Mazur podaje następujące liczby: 38% Polaków (5,1 mln), 37% Ukraińców, 14,5% Białorusinów, 8,4% Żydów, 0,9% Rosjan, 0,6% Niemców oraz 336 tys. uchodźców (różnych narodowości, głównie Polaków i Żydów) z terenów, które znalazły się pod okupacją niemiecką.
W okresie między agresją ZSRR na Polskę i okupacją jej wschodnich województw przez Armię Czerwoną a ich formalną aneksją przez ZSRR (17 września – 2 listopada 1939) funkcjonowała na obszarach okupowanych tymczasowa administracja na quasi-państwowych terytoriach tzw. Zachodniej Białorusi i Zachodniej Ukrainy.

### Północno-wschodnie tereny II RP – Zachodnia Białoruś
22 października 1939 roku odbyły się wybory do Zgromadzenia Ludowego Zachodniej Białorusi utworzonego przez władze sowieckie. Kampania wyborcza i wybory odbywały się w atmosferze terroru. Głosować można było jedynie na wyznaczonych z góry kandydatów, a w komisjach zasiadali umundurowani funkcjonariusze NKWD. Według sfałszowanych wyników frekwencja wyniosła 96,7%, a na kandydatów promowanych przez Sowietów oddano 90% głosów. Wyłonione w ten sposób Zgromadzenie Ludowe obradowało w dniach 28–30 października w Białymstoku pod hasłem śmierć białemu orłowi. Zgromadzenie Ludowe wystąpiło z „prośbą” do Rady Najwyższej ZSRR o włączenie Zachodniej Białorusi w skład Białoruskiej SRR. 2 listopada Rada Najwyższa ZSRR uchwaliła akceptację wniosku Zgromadzenia Ludowego Zachodniej Białorusi i przyłączyła ją do Białoruskiej SRR, a tym samym do ZSRR.
Jednocześnie 26 października 1939 roku ZSRR przekazał Wilno wraz z okręgiem Republice Litewskiej, lecz po aneksji Litwy 3 sierpnia 1940 również i ten obszar znalazł się w granicach ZSRR.
W skład Zachodniej Białorusi weszły polskie województwa: białostockie, nowogródzkie, poleskie, wileńskie bez Wilna i północno-wschodnie fragmenty warszawskiego. Tymczasową stolicą Zachodniej Białorusi został Białystok.

### Południowo-wschodnie tereny II RP – Zachodnia Ukraina
22 października 1939 odbyły się wybory do Zgromadzenia Narodowego Ukrainy Zachodniej, a już w dniach 26–28 października 1939 – w lwowskim gmachu Teatru Wielkiego obradowało Zgromadzenie Narodowe Ukrainy Zachodniej, które przegłosowało rezolucję w sprawie przyłączenia Ukrainy Zachodniej do Ukraińskiej SRR, a tym samym do ZSRR. Również i ten wniosek Rada Najwyższa ZSRR „zaakceptowała” 1 listopada 1939.
W skład Zachodniej Ukrainy weszły polskie województwa: tarnopolskie, stanisławowskie, wołyńskie oraz wschodnia część lwowskiego z samym Lwowem – który też został tymczasową stolicą Zachodniej Ukrainy.

## W składzie ZSRR

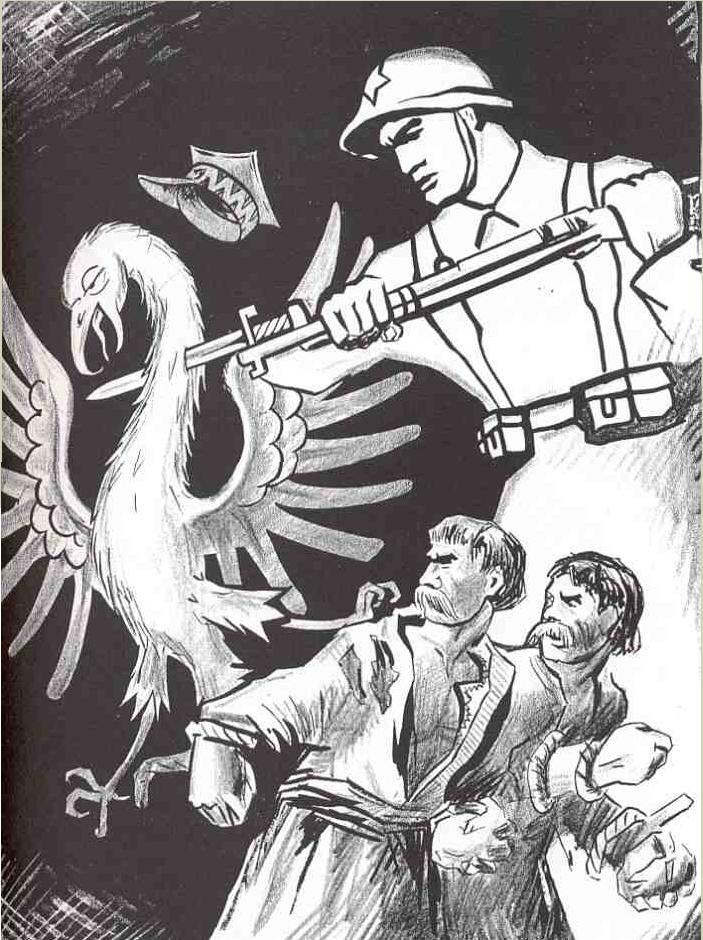
Antypolski plakat propagandowy – żołnierz sowiecki przebija bagnetem Orła Białego

Na mocy dekretu Prezydium Rady Najwyższej ZSRR z 29 listopada 1939 r. obywatele okupowanych terenów wschodnich II Rzeczypospolitej zostali obligatoryjnie uznani za obywateli radzieckich.

Metody zwalczania naszego ruchu podziemnego stosowane przez NKWD stanowiły przedmiot wyraźnego podziwu ze strony Gestapo, które chciało je sobie przyswoić także dla okupacji niemieckiej. Nie było zresztą żadnej wątpliwości co do tego, że metody NKWD górowały nad gestapowskimi. Były one stokroć bardziej niebezpieczne i skuteczne. Tadeusz Bór-Komorowski

Na terenie okupacji sowieckiej praca jest znacznie trudniejsza niż w generalnej Guberni. Wynika to przede wszystkim z tego, że bolszewicy rozporządzają znacznie liczniejszym aparatem policyjnym, rozumieją język polski i mają dużą pomoc elementu miejscowego: Ukraińców, Białorusinów, a przede wszystkim Żydów – mają też dużo zwolenników wśród młodzieży, którą faworyzują i dają jej posady. meldunek komendanta głównego ZWZ Stefana Roweckiego z listopada 1940 roku

Wcielenie wschodnich terenów II Rzeczypospolitej było jednostronnym aktem aneksji i do 1945 nie zostało międzynarodowo uznane. Początkowo sowiecka okupacja zyskała poparcie wśród niektórych mniejszości narodowych (Ukraińcy, Białorusini, Żydzi), które uważały politykę II RP za nacjonalistyczną. Z komunistycznej inspiracji dochodziło do brutalnych mordów na polskich żołnierzach, policjantach i urzędnikach państwowych. Znaczna część ludności ukraińskiej i białoruskiej początkowo z zadowoleniem przyjęła próby zjednoczenia z resztą Ukrainy i Białorusi. Jednak, jak zauważa publicysta historyczny Piotr Zychowicz, o tym czym jest w rzeczywistości władza sowiecka, przekonali się szybko także Białorusini i Ukraińcy. Zamiast powszechnego raju i dobrobytu na okupowanych ziemiach wschodnich zapanowała niewyobrażalna nędza, terror i strach przed wszechwładną bezpieką. Zamiast „rozdać ziemię chłopom", Sowieci przystąpili do kolektywizacji, która do końca zrujnowała i tak niezbyt zamożne chłopstwo. NKWD z wyjątkową zaciekłością przystąpiło do zwalczania ukraińskich i białoruskich organizacji. W jadących na Syberię wagonach bydlęcych znaleźli się razem ze znienawidzonymi Polakami. Z drugiej strony, jak stwierdziła Aneta Prymaka-Oniszk, również wśród nienależących do mniejszości, lecz ubogich i niewykształconych warstw społeczeństwa dało się zauważyć przyjazny stosunek do Sowietów.
Pierwszym zadaniem realizowanym przez władze sowieckie była depolonizacja okupowanego terytorium. Dokonano jej przez eksterminację przywódczych grup społeczeństwa polskiego: ziemiaństwa i inteligencji oraz masowe deportacje w głąb ZSRR, obejmujące setki tysięcy rodzin inteligenckich, wojskowych, policji i bogatszych rolników. Paradoksem było wywożenie obywateli polskich (w większości żydowskiego pochodzenia) z centralnej i zachodniej Polski zbiegłych we wrześniu 1939 r. na wschód w obawie przed represjami hitlerowskimi. W ten sposób w ciągu 21 miesięcy okupacji zostały zapoczątkowane, a często dokonane zmiany społeczne, kulturowe, ekonomiczne i narodowe. Ogromna część deportowanych – jak się ocenia około jednej trzeciej – nie powróciła już do kraju.
W latach 1939–1941 Sowieci aresztowali i więzili około 500 000 Polaków, w tym byłych urzędników, oficerów i innych „wrogów ludu” – duchownych. Było to około 10% wszystkich dorosłych mężczyzn. Sowieci również wymordowali około 65 000 Polaków.
Łącznie w okresie II wojny światowej tereny włączone do Ukraińskiej SRR straciły 2,321 mln ludności (31,8%).
W jednym planowym mordzie NKWD wykonywało wyroki śmierci na 21 768 Polakach, a wśród nich na politykach, urzędnikach rządowych, intelektualistach oraz na 14 471 polskich oficerach. 4254 ofiary tego mordu zostały odkryte w lesie katyńskim w 1943 roku przez Niemców, którzy następnie zgłosili sprawę do Międzynarodowego Czerwonego Krzyża w celu neutralnego zbadania zwłok i potwierdzenia sowieckiej winy.
Po dokonaniu inwazji na Polskę Związek Radziecki przestał uznawać państwo polskie i nie traktował polskich więźniów wojskowych jako jeńców wojennych, ale jako rebeliantów przeciwko nowemu rządowi Zachodniej Ukrainy i Zachodniej Białorusi.
W grudniu 1939 roku do Lwowa przybył z Paryża emisariusz Tomasz Jan Strowski do generałów Mariana Januszajtisa, Mieczysława Boruty-Spiechowicza i Władysława Andersa wysłany z instrukcją gen. Kazimierza Sosnkowskiego w sprawie powołania do życia ZWZ. Dwaj pierwsi byli już jednak aresztowani, a Anders odmówił przyjęcia Instrukcji.
Elementami legitymizowania aneksji, poza wspomnianymi wyżej (pseudo)wyborami z 22 października 1939 r., były dwa kolejne wybory – z 24 marca 1940 r. (do Rad Najwyższych ZSRR oraz republik związkowych Ukrainy i Białorusi) oraz z 12 (lub według innych danych 15) grudnia 1940 r. (do rad szczebla terenowego), z oficjalną frekwencją ponad 90%.
Elementem polityki okupanta były działania dotyczące polskiej oświaty. Upaństwowiono wszystkie szkoły prywatne, w tym kościelne. Wszystkie placówki oświatowe stały się obszarem indoktrynacji komunistycznej. Kontynuował działalność uniwersytet we Lwowie, lecz nadano mu charakter ukraiński.
O ile można dyskutować o prawach Ukraińców i Białorusinów do odpowiednio południowo-wschodnich i północno-wschodnich terenów II Rzeczypospolitej (niepodległość, autonomia w ramach Polski), o tyle trudno odnaleźć prawa ZSRR do tych terenów. W traktacie brzeskim, podpisanym 3 marca 1918 r. między Rosją Sowiecką a państwami centralnymi Rosja zakończyła swój udział I wojnie światowej, zrzekła się praw i oddała pod niemiecką okupację tereny Królestwa Polskiego, Litwy, Łotwy, Estonii, Ukrainy, Białorusi, Finlandii i dużej części Zakaukazia. Granica polsko-radziecka została natomiast ostatecznie ustalona w traktacie ryskim podpisanym 17 marca 1921 roku, będącym oficjalnym zakończeniem wojny polsko-bolszewickiej. Oba powyższe akty prawne dowodzą w sposób jednoznaczny, że ZSRR nie miał żadnych praw do polskich ziem wschodnich, gdyż sam się ich zrzekł i to dwa razy. Przeprowadzone przez Sowietów tzw. referenda ludowe terenach tzw. Zachodniej Białorusi i tzw. Zachodniej Ukrainy zostały przeprowadzone w atmosferze terroru i fałszerstw. Poza tym nie wszystkie zajęte przez Armię Czerwoną we wrześniu 1939 r. tereny należały w przeszłości do Imperium Rosyjskiego. Przykładem może być tutaj zajęcie Galicji Wschodniej z Lwowem, która przed 1918 rokiem była częścią Austro-Węgier.

## Polacy w radzieckich instytucjach okupacyjnych
Na społeczeństwo polskie, głównie inteligencję, oddziaływano także metodami pozytywnymi, starając się zachować namiastkę polskości, na przykład w szkolnictwie wyższym, teatrach, a nawet prasie. Wśród tak pozyskanych w pierwszym okresie okupacji znajdowała się liczna grupa działaczy lewicowych: komunistów, socjalistów, związkowców, a także bezpartyjnych działaczy społecznych, ludzi nauki i pisarzy. W początkowym okresie zjawisko to głównie wystąpiło w trzech największych miastach pod sowiecką okupacją: we Lwowie, Białymstoku i w Wilnie, później także w miastach powiatowych. We Lwowie na przykład komuniści byli skupieni wokół redakcji polskojęzycznych czasopism „Czerwony Sztandar” i „Nowe Widnokręgi”. W Białymstoku w instytucjach okupacyjnych pracowali między innymi: Marceli Nowotko, Alfred Lampe, Paweł Finder, Jan Turlejski. W Mińsku skupieni wokół „Sztandaru Wolności”, działali: Stefan Wierbłowski, Józef Kowalski, Czesław Skoniecki, Teofil Głowacki, Henryk Dembiński i inni.

## Fotografie

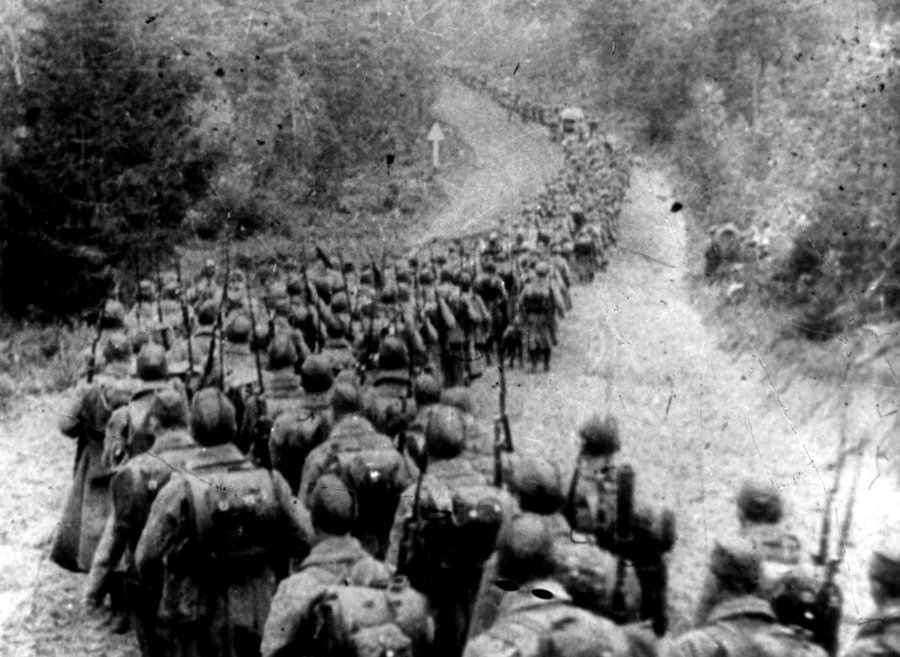
Kolumny piechoty sowieckiej wkraczające do Polski 17.09.1939
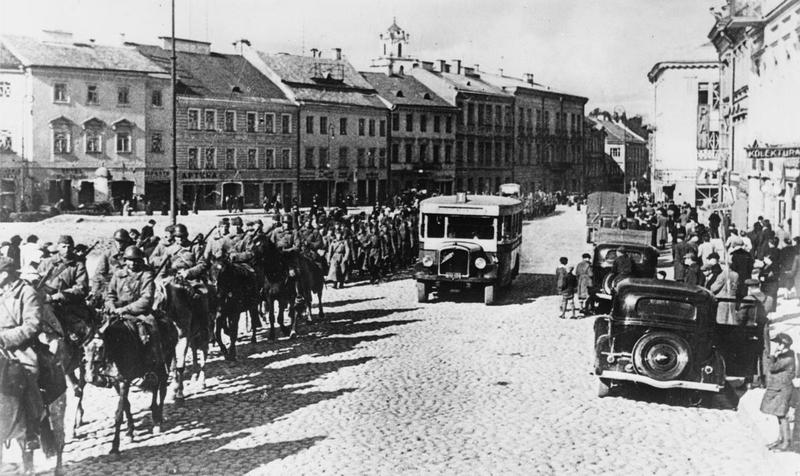
Wkroczenie Armii Czerwonej do Wilna 19 września 1939
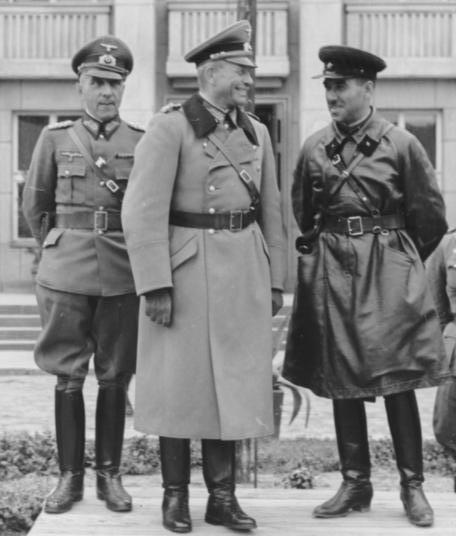
Heinz Guderian i Siemion Kriwoszein przyjmują defiladę Wehrmachtu i Armii Czerwonej w Brześciu nad Bugiem, 22 września 1939
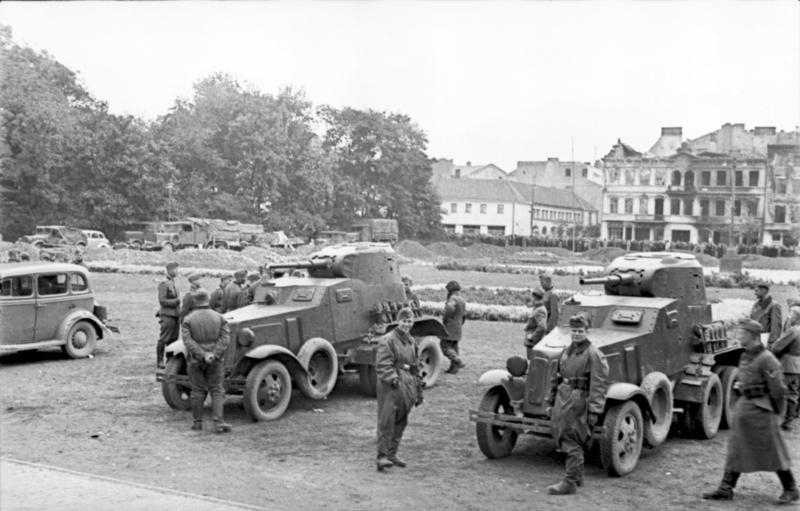
Żołnierze Wehrmachtu i Armii Czerwonej w Lublinie, 22 września 1939
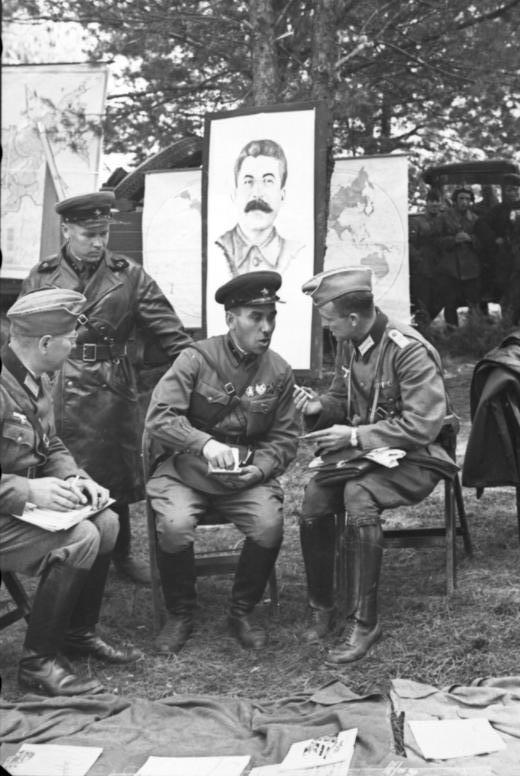
Żołnierze Armii Czerwonej i Wehrmachtu w Brześciu Litewskim, 22 września 1939
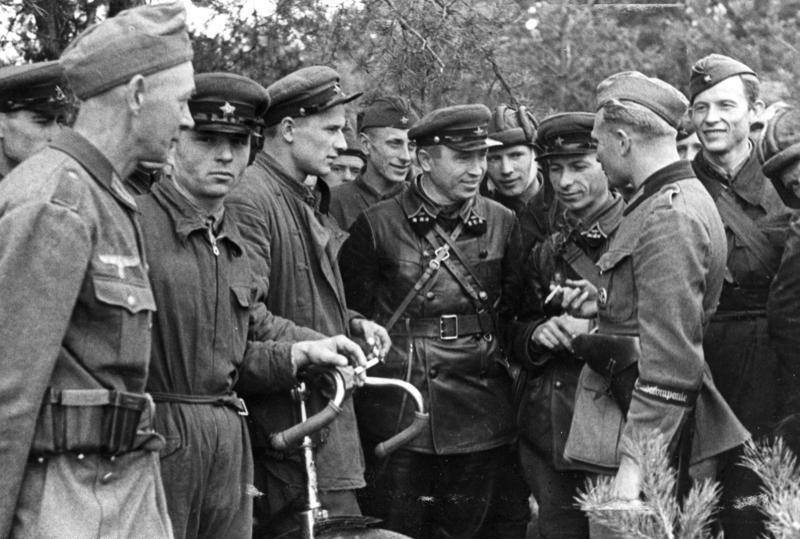
Spotkanie żołnierzy Wehrmachtu i Armii Czerwonej 20 września 1939 roku, na wschód od Brześcia
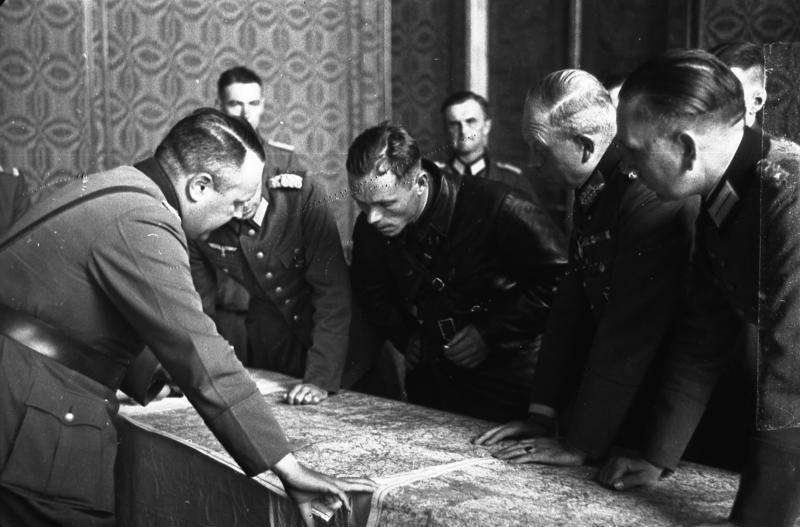
Rozmowy oficerów Wehrmachtu i Armii Czerwonej o wytyczeniu bieżącej linii rozgraniczenia wojsk na zaatakowanym terytorium Polski. Brześć, wrzesień 1939. Na pierwszym planie gen. Heinz Guderian (odwrócony z tylnego półprofilu).